# گاما (بالاوه)
گاما شهری در شهرستان بالاوه در استان بانوا در بورکینافاسوی غربی است و جمعیت آن ۷۲۶ نفر است.